# داريغا نزارباييفا
داريغا نور سلطانكزي نزارباييفا (بالكازاخية: Дариға Нұрсұлтанқызы Назарбаева)، ولدت 7 مايو 1963 في تيميرتاو (جمهورية كازاخستان الاشتراكية السوفيتية، الاتحاد السوفياتي) هي نائبة في المجلس وابنة الرئيس الكازاخي نور سلطان نزارباييف.